# Isabelle Weingarten
Pour les articles homonymes, voir Weingarten.
Isabelle Weingarten est une actrice, mannequin et photographe de plateau française née le 18 avril 1950 à Paris et morte le 3 août 2020 à Neuilly-sur-Seine.

## Biographie

### Famille
Isabelle Weingarten naît en 1950 dans une famille composée essentiellement d’artistes. Du côté maternel, elle est la petite-fille de Silvia Loeb-Luzzatto et du marchand d’art Pierre Loeb, et, du côté paternel, du peintre polonais Joachim Weingart et de la peintre et sculptrice Muriel Marquet-Pontrémoli. Son père est le poète et dramaturge Romain Weingarten.
Elle est la cousine de Martin, Caroline et Frédéric Loeb.

### Parcours
Découverte en 1971 sur une photo de mode par Robert Bresson qui lui offre le rôle principal de Quatre Nuits d'un rêveur, Isabelle Weingarten joue en 1973 dans La Maman et la Putain de Jean Eustache.
Photographe de longue date, elle commence à travailler comme photographe de plateau, à la demande de Bresson pour Le Diable probablement (1977), et comme portraitiste pour les Cahiers du cinéma en 1986. La photographie devient alors son activité principale.
Également portraitiste et reporter, elle expose à l'Institut Lumière de Lyon (1996), à Vienne en Autriche (1996), à Chalon-sur-Saône (1993), à Avignon (2001) et à Paris (2000).
En 2008, la Cinémathèque française acquiert des tirages de collection.
À partir de 2008, elle travaille sur l'œuvre de son père, Romain Weingarten.

### Décès
Isabelle Weingarten meurt le 3 août 2020 des suites d’une longue maladie à l’âge de 70 ans,.

### Vie privée
Isabelle Weingarten a été la compagne de Benjamin Baltimore (1968-1978), de Wim Wenders (1980-1983) et d’Olivier Assayas (1988-1996). 

## Commentaire
« Elle est […] plus qu'une actrice : une apparition, une présence à la fois irradiante et mystérieuse, dont l'aura importe plus que le jeu. Et ce n'est pas un hasard qu'elle incarne par deux fois la Vierge Marie (pour Marcel Hanoun et pour les plasticiens Pierre et Gilles). »

— Marcos Uzal, Cahiers du cinéma

## Filmographie
- 1971 : Quatre Nuits d'un rêveur de Robert Bresson : Marthe
- 1973 : La Maman et la Putain de Jean Eustache : Gilberte
- 1973 : La Belle au bois dormant de Robert Maurice (téléfilm)[7] : Nuit, la jeune fille
- 1974 : La Dernière Carte de Marcel Cravenne (téléfilm)
- 1974 : La Vérité sur l'imaginaire passion d'un inconnu de Marcel Hanoun : Marie
- 1977 : Les Enfants du placard de Benoît Jacquot : Laure
- 1981 : Le Territoire de Raoul Ruiz : Françoise
- 1982 : L'État des choses de Wim Wenders : Anna
- 1982 : Petit Joseph de Jean-Michel Barjol : Julia
- 1983 : Pablo est mort de Philippe Lefebvre (téléfilm)
- 1985 : La Consultation de Radovan Tadic (court métrage)
- 1985 : Le Soulier de satin de Manoel de Oliveira : l'ange gardien
- 1987 : Un amour à Paris de Merzak Allouache
- 1988 : Caftan d'amour de Moumen Smihi
- 1988 : Accord parfait d'Arsène Floquet : la mère
- 1989 : Erreur de jeunesse de Radovan Tadic : la cliente dans la boutique
- 1993 : Carillon de Ciriaco Tiso : Lisa
- 2001 : On appelle ça... le printemps d'Hervé Le Roux : la femme de Claude
- 2017 : Le lion est mort ce soir de Nobuhiro Suwa : une ancienne amie de Jean

## Théâtre

### Actrice
- 1971 : Les Cuisines du château de Claude Cyriaque[8], avec Maria Casarès
- 1978 : Graal-théâtre de Florence Delay et Jacques Roubaud, mise en scène Marcel Maréchal
- 1980 : Tête d'Or de Paul Claudel, mise en scène de Daniel Mesguich
- 1984 : Allez hop ! de Pascal Rambert, mise en scène de l'auteur, Ménagerie de verre
- 1986 : Les Parisiens de Pascal Rambert

### Adaptations et mise en scène
- 2008 : Madame fait ce qu'elle dit de Roland Dubillard, direction de lecture à Reid Hall, avec Lou Castel et Maria Machado-Dubillard
- 2014 : Avez-vous déjà rencontré Bonaparte ? de Romain Weingarten, lecture mise en scène à l'Auditorium de la SACD, avec Michael Lonsdale

## Publication
- 2002 : Portrait du dimanche, texte biographique et photos, éditions Nogoodindustry